# Game Informer
Game Informer (GI) — американский ежемесячный бумажный журнал о компьютерных играх, публиковавший статьи, новости, руководства и обзоры компьютерных игр под разные платформы и жанры, а также самих игровых консолей. Основанный в августе 1991 года компанией FuncoLand, журнал имел более трёх миллионов подписчиков, что делало его самым крупным игровым журналом, по состоянию на первый квартал 2009 года он был 12 в списке самых крупных журналов в мире. GI — один из четырёх самых покупаемых журналов среди мужской аудитории 18-34 лет.
Журнал принадлежал и выпускался компанией GameStop, материнской компанией одноимённой розничной сети, купившей Funcoland в 2000 году. По этой причине сеть предоставляет разнообразные поощрения журналу, который внёс большой вклад в её базу подписчиков, особенно в виде подписки на новые дисконтные карты Power Up. В августе 2024 года GameStop прекратила выпуск журнала, который издавался в течение 33 лет.
В 2025 году издание возобновило работу от лица отдельной кампании Game Informer Inc., после того, как права на журнал были выкуплены компанией Gunzilla Games, известной по шутеру Off the Grid. Новые владельцы отмечают, что редакция журнала сохранила полную независимость.

## Обзоры
Game Informer делал обзоры игр на PC и консолях Wii, PlayStation 3, Xbox 360, PlayStation 2, Nintendo DS и PlayStation Portable. Рассмотрение игр для Game Boy Advance и GameCube было прекращено в 2007 году, главным образом потому, что количество выходящих игр для обеих систем сильно сократилось. К старым играм приводились краткие обзоры в разделе «Классика», по три в каждом номере, (проводилось сравнение с результатами изначальных обзоров, если таковые были), но это тоже прекратилось в 2009 году в связи с редизайном журнала. Журнал выставлял играм оценки по десятибалльной шкале с четырьмя делениями на балл. 1 балл — хуже ужасного, 10 — редкая, из ряда вон выходящая, почти совершенная игра, 7 — «средне»: приличная игра, однако имеющая и недостатки. Среди игр, получивших идеальную «10» — God of War III, Uncharted 2: Among Thieves, BioShock, Call of Duty 4: Modern Warfare, God of War, Grand Theft Auto: Vice City, Grand Theft Auto: San Andreas, Grand Theft Auto IV, Halo 2, Metal Gear Solid 2: Sons of Liberty, Metal Gear Solid 4: Guns of the Patriots, The Legend of Zelda: The Wind Waker, The Legend of Zelda: Twilight Princess, Resident Evil 4, Ratchet & Clank: Up Your Arsenal, Super Mario World , Tony Hawk's Pro Skater 2 , StarCraft II: Wings of Liberty, Batman: Arkham City , Mass Effect 3 и BioShock Infinite
Некоторые игры получили еще более низкие оценки, оценки ниже 1: Batman: Dark Tomorrow получил 0,75, Shrek: Fairy Tale Freakdown для Game Boy Color получил 0.5, и первая игра для Xbox Kabuki Warriors заработала также 0.5. Одна из игр, рассмотренная в разделе «Классика» — Marky Mark: Make My Video для Sega CD — получила 0. Повторяющаяся в каждом номере шутка — оценка «Table» (стол, плита) (журнал определял, что означает каждая оценка), 1 балл всегда заменялся на различные шутки.